# Owe Thörnberg
Owe Thörnberg, född 19 februari 1962, är en svensk före detta ishockeyspelare som spelade 15 säsonger med HV71. Han är far till Jesper Thörnberg och Martin Thörnberg som också spelar för HV71.
Thörnberg startade sin ishockeykarriär 1980 med HV71, som vid tiden spelade i division 1. Säsongen 1984/1985 var han med att ta HV71 till Elitserien. Han vann SM-guld med klubben säsongen 1994/1995 som även blev hans sista Elitseriesäsong. Från 1995 till 2001 spelade han i division 2, först med Nittorps IK en säsong och sedan HC Dalen fram till 2001 då klubben avancerade till division 1. Thörnberg avslutade sin aktiva spelarkarriär med en sista säsong med Dalen 2001/2002.
Sin poängmässigt bästa säsong i Elitserien poängmässigt gjorde Thörnberg 1988/1989, då han noterades för 33 poäng i grundserien och fortsättningsserien. Han hade klubbrekord i HV71 för flest gjorda mål (129), fram till 1 november 2008 då Johan Davidsson gjorde sitt 130:e mål och på så vis passerade ett 13-årigt klubbrekord. 
Owe Thörnberg gjorde sig känd som en hårdskjutande spelare, vilket också blev temat för en av HV-supportrarnas ramsor.
| ”                    | Owe Thörnberg skjut som satan, rätt genom nätet och ut på gatan! | „ |
| – HV71:s hejarklack, |                                                                  |   |